# Králova přízeň (film)
Králova přízeň (v anglickém originále The Other Boleyn Girl [ði ˈʌðə(r) bəˈlɪn ɡɜːl]IPA) je film režiséra Justina Chadwicka natočený podle stejnojmenného románu Philippy Gregory. Film o životě Mary Boleynové, milenky krále Jindřicha VIII., a její sestře Anně, jež se stala královou druhou chotí.

## Děj
Když se král Jindřich VIII. dozví, že jeho manželka Kateřina Aragonská mu zřejmě nedá mužského potomka, začne Thomas Howard se svým švagrem Thomasem Boleynem spřádat plány. Chtějí, aby byla královou vyvolenou Thomasova starší dcera Anna. Přestože Anna z počátku tento plán odmítá, jelikož ví, že být královou milenkou by jí mohlo zkazit pověst, nakonec ale souhlasí; v té době se Annina mladší sestra Mary provdá za Williama Careyho.
Při návštěvě sídla Boleynových je král zraněn a Mary jej láskyplně opečovává. Král se do ní beznadějně zamiluje a zve ji ke dvoru. Mary a její manžel souhlasí, i když oba ví, co se od ní bude očekávat. Anna a Mary se stávají dvorními dámami královny Kateřiny Aragonské. Jindřich pozve Mary do svého pokoje a Mary se do něj zamiluje. Anna jí nemůže odpustit, že se do ní Jindřich zamiloval.
Anna se nakonec díky řadám intrik stane královou manželkou a porodí mu dceru Alžbětu. Král z dcery není nadšen a na Annu zanevře. Mary zůstává u dvora a stará se svou neteř Alžbětu. Posléze je Anna zatčena a uznána vinnou za velezradu. Mary slíbí Anně, že se postará o její dceru. Na konci filmu je Anna popravena.

## Obsazení
| Natalie Portman      | Anna Boleynová     |
| Scarlett Johansson   | Mary Boleynová     |
| Eric Bana            | Jindřich VIII.     |
| Mark Rylance         | Thomas Boleyn      |
| Jim Sturgess         | George Boleyn      |
| David Morrissey      | Thomas Howard      |
| Ana Torrent          | Kateřina Aragonská |
| Benedict Cumberbatch | William Carey      |
| Maisie Smith         | mladá Alžběta I.   |
| Kristin Scott Thomas | Alžběta Boleynová  |
| Oliver Coleman       | Henry Percy        |
| Eddie Redmayne       | William Stafford   |
| Juno Temple          | Jane Parkerová     |

## Hodnocení
- Marie Claire říjen 2008  70 %[4]